# Tantale d'Amérique
Mycteria americana
Espèce
Statut de conservation UICN

 LC  : Préoccupation mineure
Le Tantale d'Amérique (Mycteria americana) est une espèce de grand échassier américain appartenant à la famille des Ciconiidae.

## Description
L'adulte est un grand oiseau de 83 à 115 cm de hauteur et 140 à 180 cm d'envergure. Les mâles pèsent généralement 2,5 à 3,3 kg; les femelles 2,0 à 2,8 kg, bien que de plus gros oiseaux soient possibles jusqu'à 4,5 kg. Il semble tout blanc sur le sol, avec les pattes noirâtres et les pieds gris-rose. En vol, le bord de fuite des ailes est noir. La tête est brun foncé avec une face déplumée noire et le bec incurvé vers le bas épais, brun jaune. Les juvéniles sont plus ternes que les adultes, généralement bruns sur le cou et avec un bec plus pâle.

## Répartition
Il s'agit d'une espèce subtropicale et tropicale qui se reproduit dans une grande partie de l'Amérique du Sud, Amérique centrale (Costa Rica…) et des Caraïbes. C'est la seule espèce de cigogne qui niche actuellement en Amérique du Nord. Aux États-Unis, il en existe une petite population menacée qui se reproduit en Floride, en Géorgie et en Caroline du Sud, avec une colonie découverte récemment dans le sud-est de la Caroline du Nord. D'autre part, dans l'État de Santa Catarina au Brésil, son déclin semble s'être inversé: après une absence entre la fin des années 1960 et la mi-1990, l'espèce est aujourd'hui encore régulièrement rencontrée là-bas, en particulier dans la région de la rivière Tubarão. Il est probable que les zones humides du fleuve Paraná ont servi de bastion à l'espèce, d'où il est maintenant en train de recoloniser certains de ses anciens repaires.

## Galerie de photos

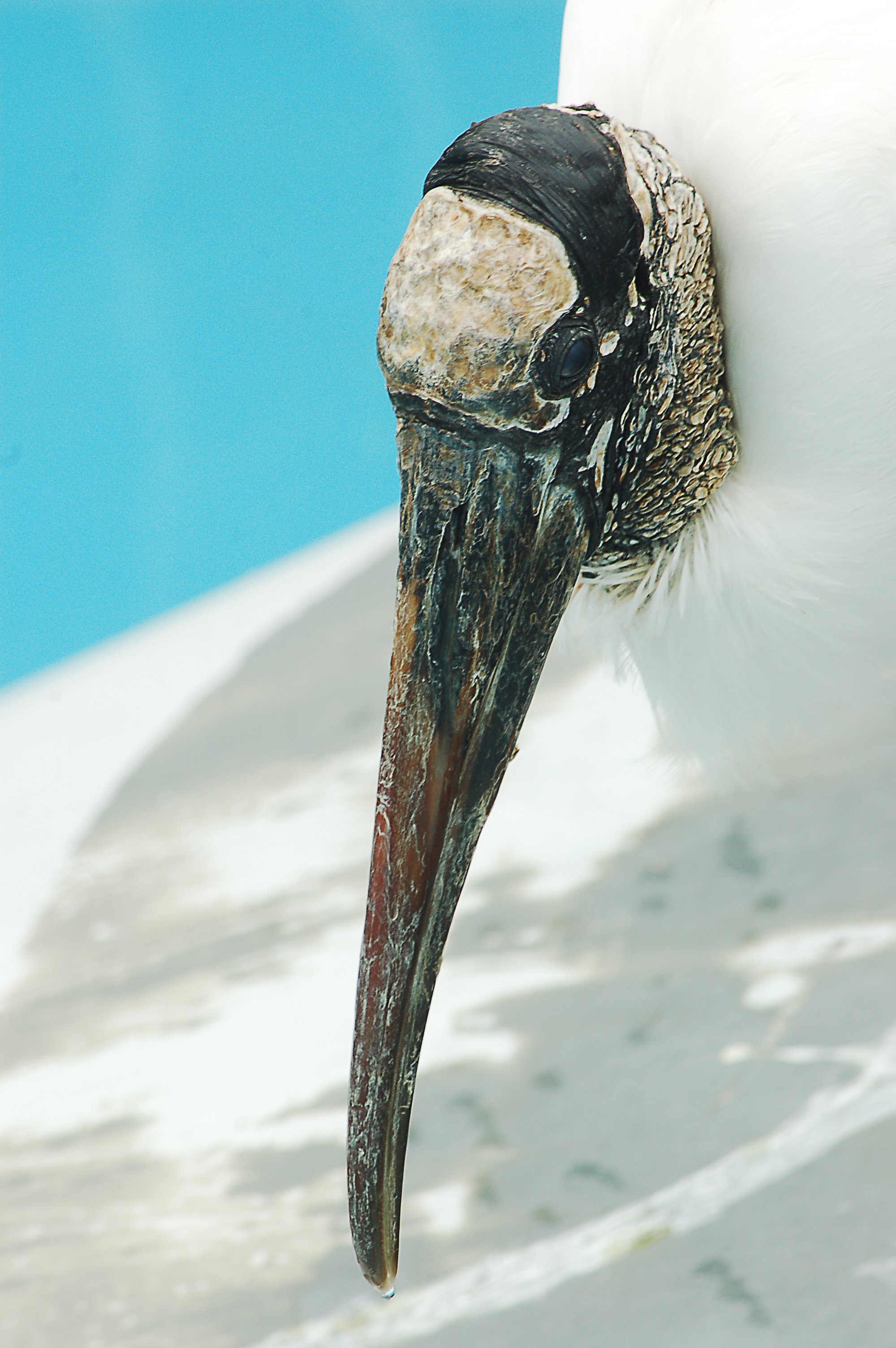
La tête du Tantale d'Amérique ressemble à celle de l'ibis
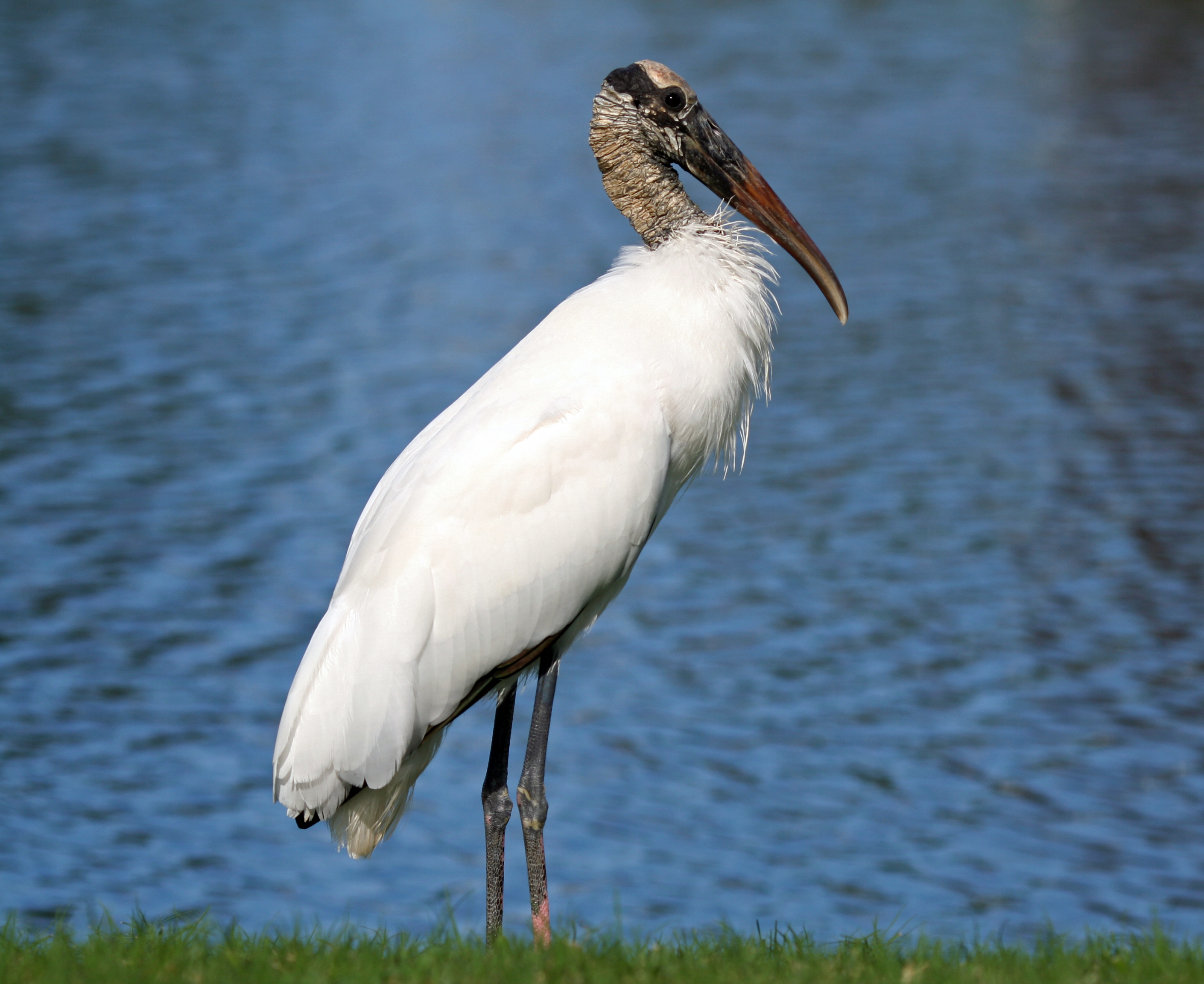
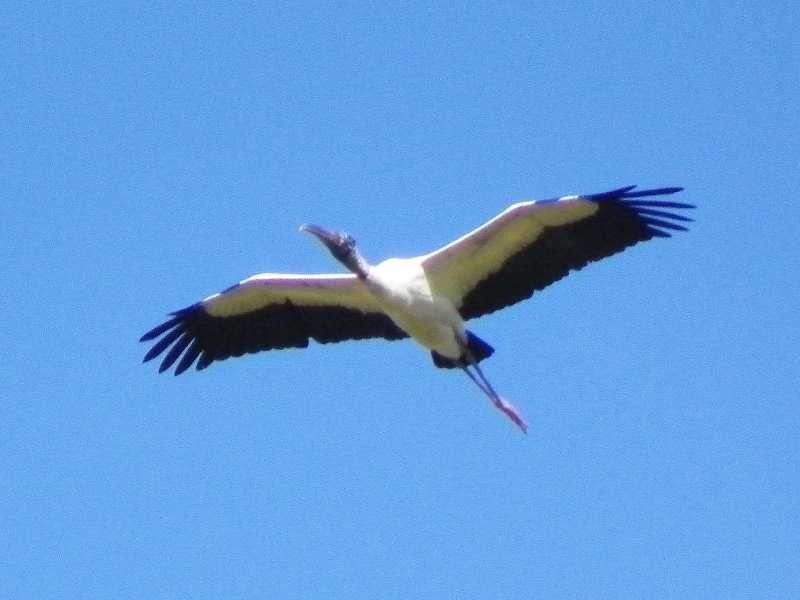
Tantale en vol
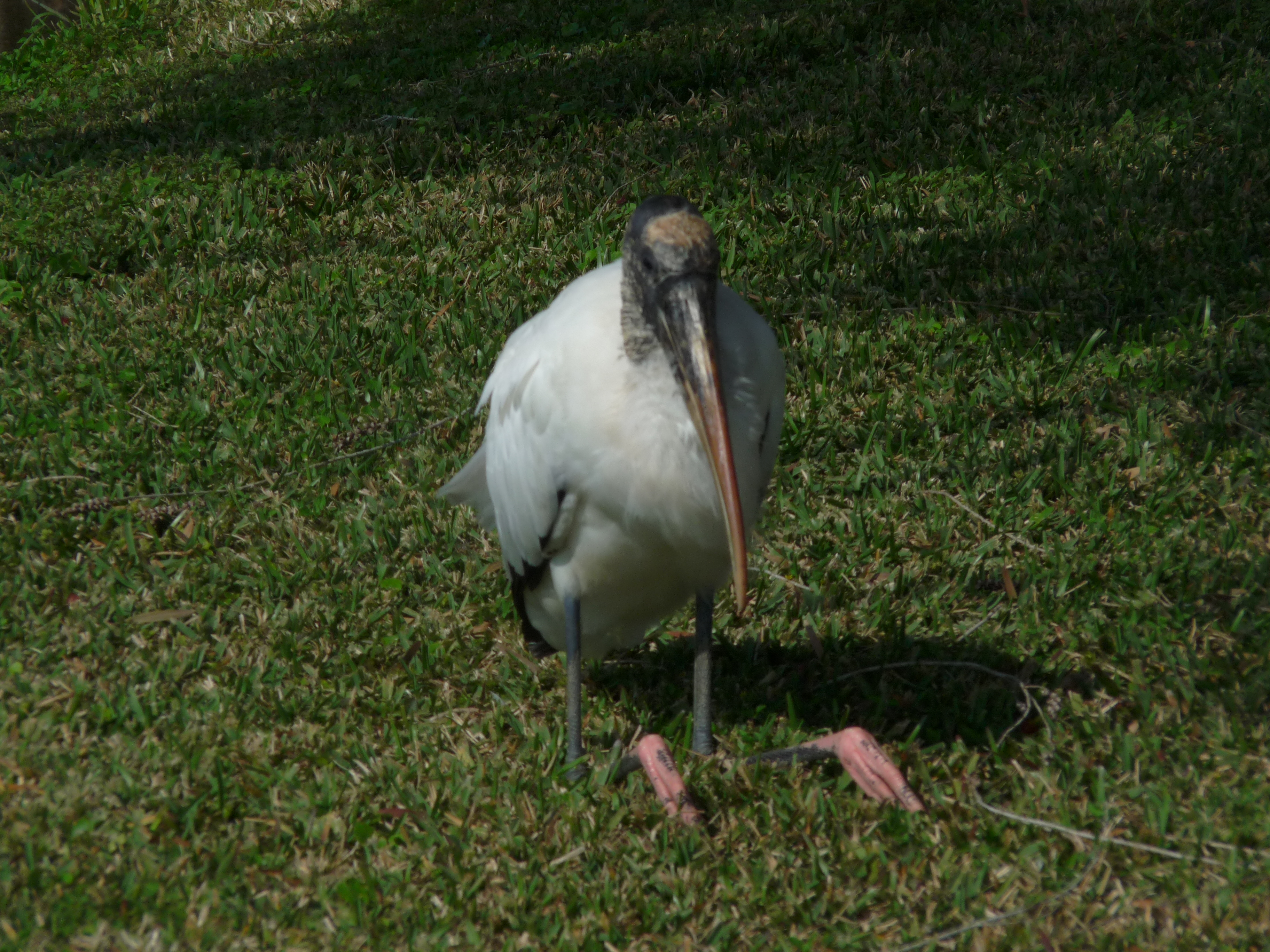
Un tantale en Floride
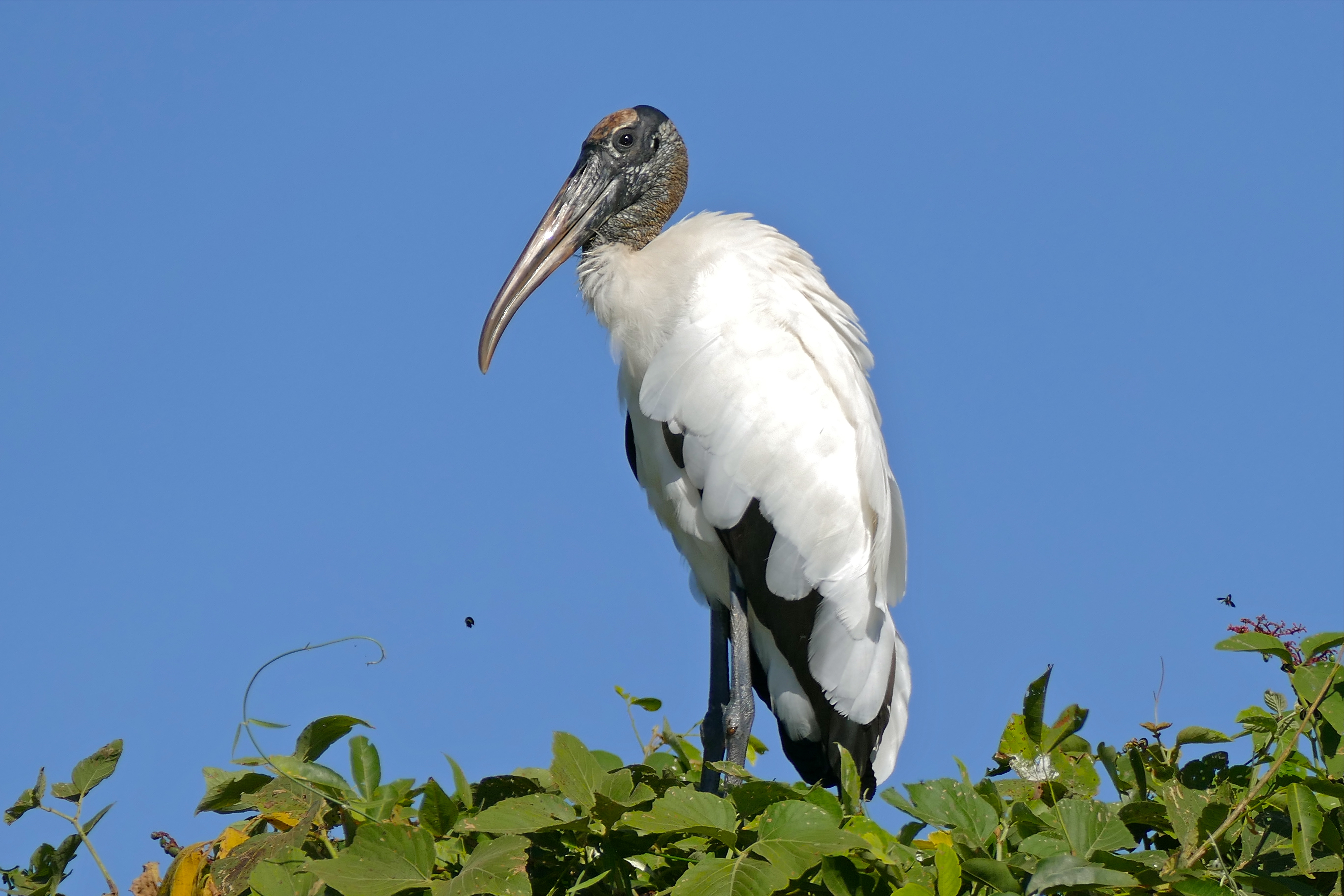
Mato Grosso, Brésil
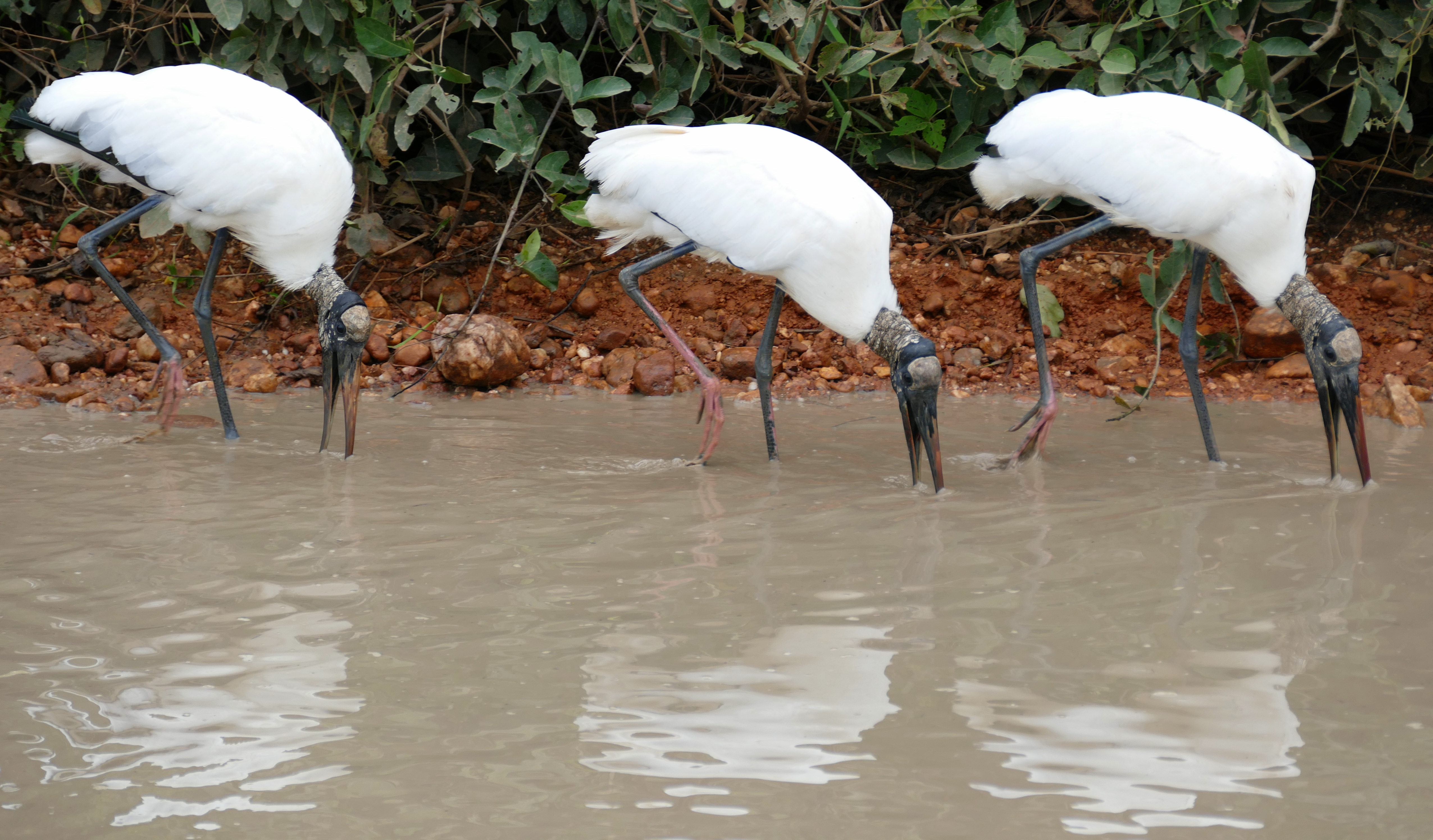
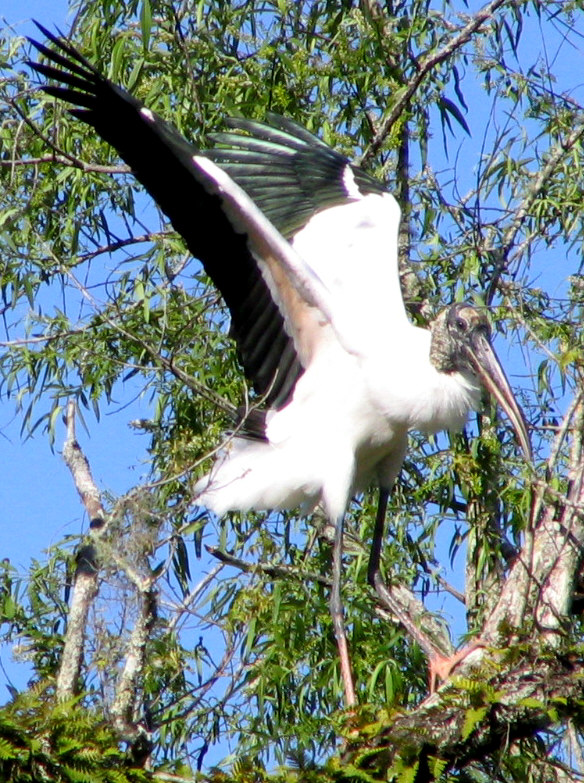